# Lihuel Calel megye
Lihuel Calel egy megye Argentína középső részén, La Pampa tartományban. Székhelye Cuchillo-Có.

## Népesség
A megye népessége a közelmúltban a következőképpen változott:
| Év   | Lakosság |
| ---- | -------- |
| 2001 | 520      |
| 2010 | 439      |